# Alan Clough
Alan Clough   (Cheadle Hulme, 1 de gener de 1939) és un antic pilot de motocròs anglès que va assolir diversos èxits durant la dècada del 1960, entre ells la victòria al Campionat Britànic de 250cc el 1967 i al Grandstand Trophy el 1969.

## Trajectòria esportiva
Nascut en una família afeccionada al motociclisme (el seu pare i el germà gran tenien diverses motocicletes), Alan Clough es va comprar una Francis-Barnett mentre treballava d'aprenent d'enginyer de calefaccions. Afeccionat al motocròs, de jove assistia a les curses que organitzava el club local de Cheadle Hulme. El 1957, a 18 anys, es va apuntar al club i es va comprar una DMW 197 amb la qual va debutar en una cursa a Bowstone Gate Farm, prop de Stockport. Aviat va començar a obtenir bons resultats en curses locals i, un cop canviada la DMW per una Dot 197, aconseguí la seva primera victòria important a Oulton Park, davant de pilots de nivell, l'abril de 1960. Gràcies a aquell i altres èxits posteriors, Dot el fitxà com a pilot de fàbrica.
El 1960, la seva primera temporada a Dot, Clough acabà segon per darrere de Dave Bickers en la primera edició del Campionat britànic de 250cc. L'any següent, 1961, s'estigué nou mesos sense competir a causa d'un accident en una cursa a Clifton (Derbyshire) que el tingué tres mesos hospitalitzat. El 1962, recuperat de les lesions, fou tercer al campionat de 250cc i debutà al mundial tot participant al Gran Premi de Gran Bretanya de 250cc, celebrat a Glastonbury el 15 de juliol. Acabà el seu primer Gran Premi en quarta posició global, el segon britànic després de Bickers i havent superat Don Rickman i Jeff Smith. Gràcies a aquell èxit, el seleccionaren per al Trophée des Nations d'aquell any, celebrat a Shrubland Park, i contribuí a la victòria del combinat britànic al costat de Jeff Smith, Dave Bickers, Arthur Lampkin i Don Rickman. Poc després, Greeves el fitxà com a oficial de cara a la temporada següent.
El 1963, amb Greeves, tot i haver començat el mundial amb una prometedora segona plaça darrere de Torsten Hallman al Gran Premi d'Itàlia, celebrat a Gallarate el 31 de març, la temporada fou decebedora (al mundial, acabà en vuitena posició final). En canvi, el 1964, amb el nou model Challenger desenvolupat per Greeves, els resultats milloraren i Clough tornà a ser subcampió britànic per darrere de Bickers. Aquell any, al juliol, guanyà el Brian Stonebridge Memorial Trophy, el Campionat de les Midlands i dues finals més en una sola matinal a Hawkstone Park. El 1965 fou tercer al campionat de 250cc, empatat a punts amb el seu company de marca Freddie Mayes. El 1966, amb la marxa de Dave Bickers a ČZ, Clough restà com a primer pilot de Greeves. Tot i així, qui guanyà el campionat aquell any fou Freddie Mayes, amb Bickers subcampió i Clough, tercer. Acabada la temporada, Alan Clough decidí canviar d'aires i passà a Husqvarna.
La temporada de 1967, amb una Husqvarna semi-privada, Clough estigué a punt de guanyar tots dos campionats britànics (el de 250 i el de 500cc), tot i que finalment s'hagué de conformar amb el de 250cc, en quedar subcampió de 500c per un sol punt de desavantatge envers Jeff Smith. A la tardor fou convidat a participar en la Inter-AM, als EUA, i en tornar decidí d'operar-se una antiga lesió al genoll.
L'èxit de Clough el 1967 va fer que Husqvarna li oferís motos i suport de fàbrica, per mitjà del seu importador al Regne Unit Brian Leask, de cara al 1968, Tot i així, la temporada fou frustrant, entre altres motius per la seva mala recuperació de l'operació de genoll. L'única compensació per a ell fou la victòria al Grandstand Trophy de la BBC en la categoria dels 250cc, per davant de Malcolm Davis. El 1970, després d'un breu canvi a ČZ i haver tornat a Husqvanra, Alan Clough va abandonar definitivament les competicions.

## Palmarès al Campionat britànic
Fonts:
| Any  | Motocicleta | 500 cc | 250 cc |
| ---- | ----------- | ------ | ------ |
| 1960 | Dot         | -      | 2n     |
| 1961 | Dot         | -      | 8è     |
| 1962 | Dot         | -      | 3r     |
| 1963 | Greeves     | -      | 6è     |
| 1964 | Greeves     | -      | 2n     |
| 1965 | Greeves     | -      | 3r     |
| 1966 | Greeves     | -      | 3r     |
| 1967 | Husqvarna   | 2n     | 1r     |
| 1968 | Husqvarna   | 6è     | 8è     |
| 1969 | Husqvarna   | 5è     | 4t     |
| 1970 | Husqvarna   | 8è     | -      |
| 1971 | Husqvarna   | -      | 8è     |